# Форс Индия
Форс Индия е отбор във Формула 1. Отборът е създаден през октомври 2007, когато консорциум воден от Виджай Маля и Майкъл Мол купуват отбора на Спайкър за 88 милиона евро.
Форс Индия представя увеличеното индийско участие във Формула 1, като Делхи ще бъде първото Индийско гран при през 2011. ФИА потвърждава смяната на името на Спайкър на Форс Индия на 24 октомври 2007.

## История
Въпреки че е създаден през 2007, корените на отбора могат да се проследят до 1991, когато той е създаден като Джордан. Джордан участва много години във Формула 1 като малко му остава да спечели титлата през 1999, но поради финансови причини отборът постепенно губи своите позиции. Еди Джордан, тогавашният собственик, осъзнава, че най-добрият изход за отбора е неговото продаване.
Отборът и базата в Силвърстоун са купени от Мидланд груп през 2005, отборът е приеминуван на Мидланд през 2006, преди да бъде продаден на Спайкър Карс в края на сезон 2006. Отново поради финансови причини отборът е продаден на Ориндж Индия Холдингс груп през 2007.